# 香港華人基督教聯會九龍墳場

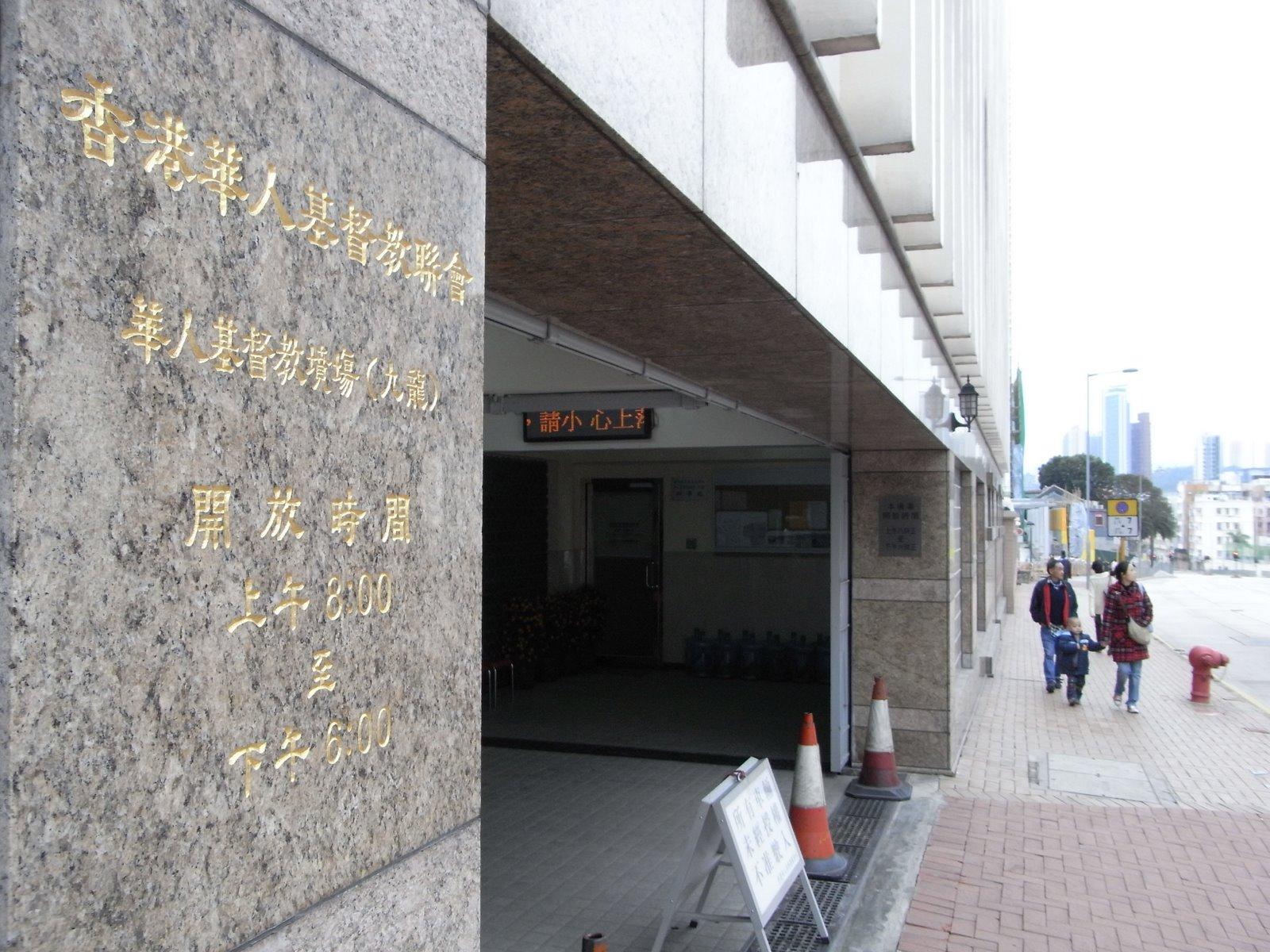
香港華人基督教聯會九龍墳場

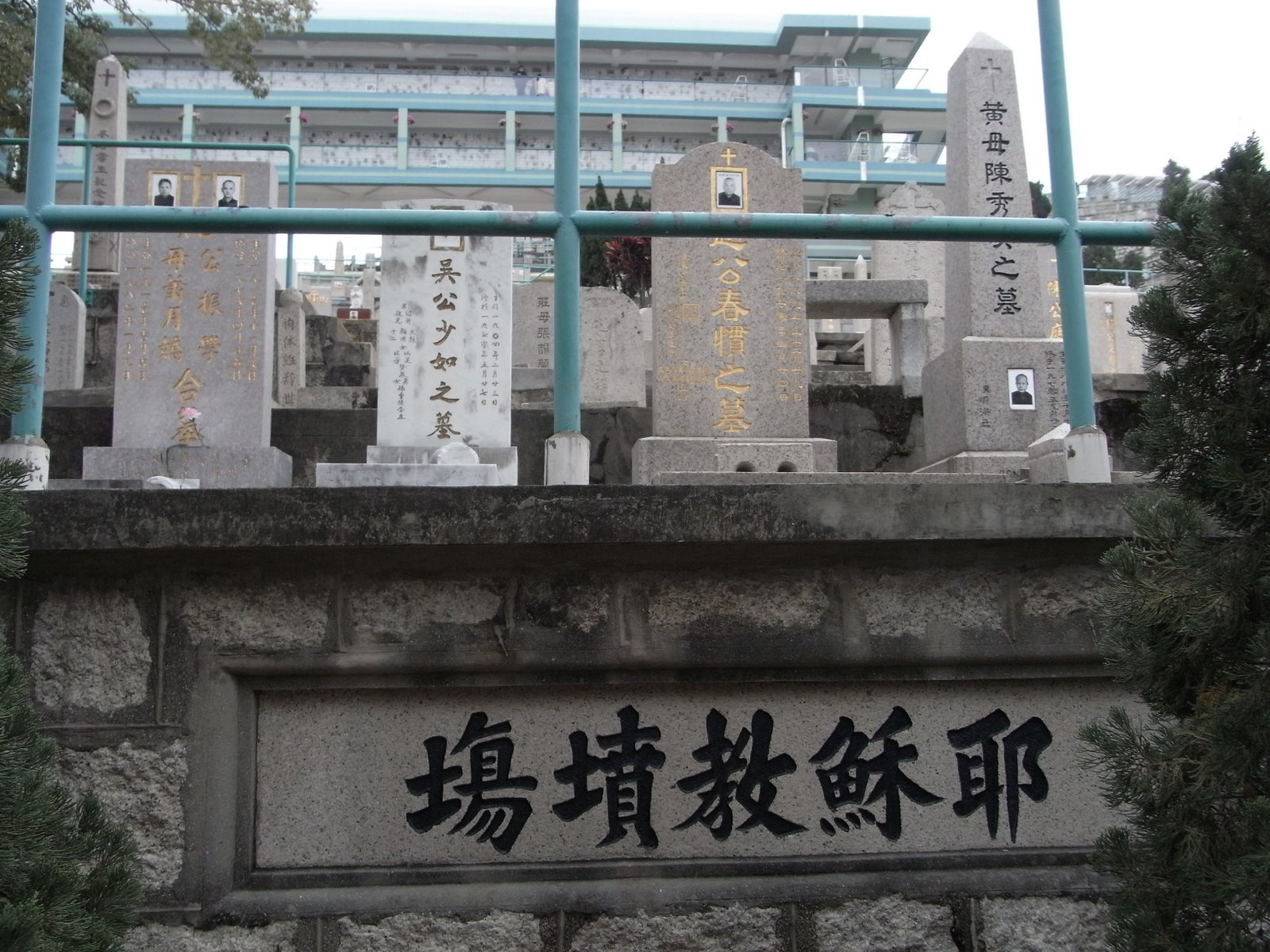
香港華人基督教聯會九龍墳場，又名耶穌教墳場

香港華人基督教聯會九龍墳場（英語：Hong Kong Chinese Christian Churches Union Kowloon Cemetery），官方名稱香港華人基督教聯會華人基督教墳場（九龍），簡稱九龍華人基督教墳場，又名耶穌教墳場，是香港華人基督教聯會轄下的一個墳場，位於香港九龍城白鶴山，地址為聯合道140號。

## 名人墓碑
- 鄺日修（1840年9月3日－1921年1月20日），香港聖公會第一位華人牧師
- 蔡鏡湖（1868年8月22日－1942年12月25日）
- 李求恩會吏長（1882年11月15日－1962年6月4日）[1][2][3]
- 李守正（1916年－2013年11月5日），李求恩長子[3]
- 黃啟明（1887年－1939年4月16日），20世紀二三十年代廣東著名教育家，廣州東山培正中學校長
- 呂明才（1888年2月12日－1956年3月17日）[4]
- 郭碧鳳，呂明才元配
- 鄭幹生
- 鄒德甫（約1885年－1965年4月23日）紫羅蓮父亲
- 關景良（1869年－1945年）
- 江恩梅，關景良第二任妻子
- 簡又文（1896年－1978年10月25日），太平天國史專家
- 陳遇宗（1878年－1953年）
- 林炳炎（1886年－1949年2月15日），恒生銀行創辦人之一，恆生銀行首任主席
- 劉暮雨（1901年－1940年），蔣光鼐之妻[5]
- 黃岱（1905年1月6日－1964年4月2日），香港粵語片十大導之一[6][7][8][9][10]
- 莫康時（1908年12月25日－1969年4月15日），香港粵語片十大導之一[11][12][13]
- 吳涵真（1896年1月5日－1949年5月9日），中華業餘學校校長[14]
- 馮慶友醫生（1899年12月21日－1951年3月5日）兩名匪徒劉華（22歲）及袁蘇（27歲）喬裝病人，到青山道23號二樓的馮慶友醫生家中行刧，馮慶友反抗，被其中一名匪徒在他的後腦開槍轟斃。馮慶友妻子曾鳯貞憶夫成疾，翌月逝世

## 參閲
- 香港墳場列表

## 外部連結
- 香港華人基督教會墓園部官方網頁 （页面存档备份，存于）